# 廖苡任
廖 苡任（リャオ・イーレン、1997年6月8日 - ）は、台湾の女子バレーボール選手である。

## 来歴
新北市出身。
2017年から企業排球聯賽で活動。
2018年1月に左膝前十字靭帯断裂の重傷を負い、10月に復帰した。
国立台湾師範大学在学中の2019年と台北市立大学大学院在学中の2023年にユニバーシアード代表に選ばれ、2023年には開会式の旗手と代表キャプテンを務めた。
2024年8月、カノアラウレアーズ福岡入団が発表された。2025年3月31日をもって退団。

## 球歴
- チャイニーズタイペイ代表
  - ユニバーシアード - 2019年、2023年
  - チャレンジャーカップ - 2019年
  - アジア競技大会 - 2022年

## 受賞歴
- 2018年 - 2017-18企業排球聯賽 ベストセッター
- 2019年 - 2018-19企業排球聯賽 ベストセッター
- 2022年 - 2021-22企業排球聯賽 ベストセッター
- 2022年 - プレミア・バレーボール・リーグインビテーショナルカンファレンス (en)  ベストセッター
- 2023年 - 2022-23企業排球聯賽 ベストセッター
- 2024年 - 2023-24企業排球聯賽 ベストセッター

## 所属チーム
- 三峡小学校
- 鶯歌中学校
- 国立華僑高等学校（2012-2015年）
- 国立台湾師範大学（2015-2019年）
  -  新北中纖女子排球隊 (zh) （2017-2019年）
- 臺北鯨華女子排球隊 (zh) （2019-2024年）
- カノアラウレアーズ福岡（2024-2025年）